# Kotschya scaberrima
Kotschya scaberrima är en ärtväxtart som först beskrevs av Paul Hermann Wilhelm Taubert, och fick sitt nu gällande namn av Hiram Wild. Kotschya scaberrima ingår i släktet Kotschya och familjen ärtväxter. Inga underarter finns listade i Catalogue of Life.